# 이갑성 (1958년)

이갑성(1958년 1월 6일~)은 대한민국의 배우 겸 영화제작자이다.

## 학력
- 서울 명지 전문대 부동산 경영학과 졸업
- 서울 건국대학교 부동산 과정 수료
- 서울 한양대학교 경영자과정 수료

## 경력
- 한국영화배우협회 8대 이사장(2023.12.29~2026.12.29)
- 한국영화배우협회 2018년 ~ 2020년 부이사장(김국현 이사장)
- 한국영화배우협회 2015년 ~ 2017년 운영이사(거 룡 이사장)
- 한국영화배우협회 2012년 ~ 2014년 운영이사(거 룡 이사장)
- 한국영화배우협회 2009년 ~ 2011년 운영이사(이덕화 이사장)
- 한국영화배우협회 1994년 ~ 1996년 복지이사(남궁원 회장)
- 2009년 영화 "아부지" 제작
- 1998년 영화 "마지막 시도" 제작
- 1996년 영화 "하얀노을" 주연 재현역
- 1995년 영화 "해병묵시록" 조연 특공대원역
- 상기 대표작 외 다수작품 제작 등 출연
- 현 레인보우디엔씨(주) 대표이사
- 현 지에스 디벨로퍼 대표이사
- 현 케이에스 컨설팅 대표이사

## 영화(대표작)
| 연도 | 제목        | 역할        | 비고 |
| ---- | ----------- | ----------- | ---- |
| 2009 | 아부지      | 제작        | -    |
| 1998 | 마지막 시도 | 제작        | -    |
| 1996 | 하얀노을    | 재현 역     | 주연 |
| 1995 | 해병묵시록  | 특공대원 역 | 조연 |